# Turn (wrestling)
Turn è un termine inglese utilizzato nel mondo del wrestling professionistico per indicare il passaggio dell'allineamento morale di un lottatore da face (buono) a heel (cattivo) o viceversa; il cambiamento può avvenire in modo veloce e inaspettato (hard turn) o in maniera più graduale (soft turn).
Un turn viene generalmente deciso nelle storyline scritte dagli sceneggiatori di una federazione per destare stupore nel pubblico o per rendere plausibile l'avvio o il termine di una determinata rivalità; a volte prevede anche il cambio della gimmick o dell'aspetto di un lottatore, come accaduto ad Hulk Hogan nel 1996. In alcuni casi può accadere che un turn non porti all'effetto sperato dagli sceneggiatori e che un personaggio continui ad essere apprezzato dal pubblico nonostante sia diventato heel o viceversa: è questo il caso, per esempio, di Steve Austin nel 2001.
Tra i turn più utilizzati vi è quello che porta all'inizio di una rivalità tra due ex alleati, come quello che segnò la fine dei The Rockers (Shawn Michaels e Marty Jannetty) nel 1991, quando l'allora World Wrestling Federation decise che per Shawn Michaels era giunto il momento di lottare nella competizione singola.